# 3919 Maryanning
3919 Maryanning је астероид главног астероидног појаса чија средња удаљеност од Сунца износи 2,218 астрономских јединица (АЈ).
Апсолутна магнитуда астероида је 14,0.